# Рябов, Пётр Иванович
Пётр Иванович Рябов (1816 — 1889) — купец 1-й гильдии, промышленник потомственный почётный гражданин.

## Биография
Родился в 1816 г. предположительно в с. Бутурлино Серпуховского уезда Московской губернии в семье купеческого сына 3-й гильдии Ивана Васильевича Рябова. Получил домашнее воспитание и образование.
В 1840-х купцом 3-й гильдии Василием Ивановичем Рябовым было основано «ткацкое заведение» (фабрика) с 50 ручными станками в д. Нефедово Серпуховского у. Московской губернии. В 1857 были пущены красильное и отделочное производства, в 1869 — механическое ткацкое отделение. В 1879 году Пётр Иванович Рябов начал прокладывать железнодорожную ветку от станции Серпухов до своего склада на окраине посёлка Ногина, который впоследствии станет Серпуховской нефтебазой. Стоимость проектирования и строительства составила 8432 рубля 39 копеек. Ветка, строительство которой закончилось в 1881 году, исправно служила более 100 лет. В 1881 году построена бумагопрядильная фабрика, а в 1888 куплена у Ивана Николаевича Коншина ткацкая фабрика в Серпухове.
История развития Серпуховской нефтебазы тесно связана с российской нефтяной компанией «Товарищество нефтяного производства братьев Нобель», с которой в 1883 году Рябов заключил договор на поставку и хранение осветительного керосина, мазута, а также сырой нефти. Стоимость керосина в то время была сравнима с ценой на водку, и торговать им было весьма выгодно, чем Рябов успешно занимался. Старожилы помнят, что окраина посёлка Ногина раньше называлась «свисталовка», это название пошло от того, что Рябовы держали более двадцати конных подвод с бочками, на которых восседали продавцы керосина и, проезжая по улицам, свистели в специальный свисток, привлекая покупателей.
Тем временем, дела между Нобелями и Рябовыми шли в гору. В те годы серпуховские купцы-текстильщики начинают постепенно переходить от традиционного дровяного топлива на более эффективный мазут. Более того, в Серпухове начали появляться первые электростанции английского производства небольшой мощности, которые вырабатывали ток для электродвигателей, приводящих в действие ткацкие прядильные станки. Кстати, первая такая электростанция заработала на фабрике Рябовых. За ними и другие серпуховские купцы стали приобщаться к техническому прогрессу.
С 1859 по 1863 гг. Пётр Рябов состоял в одном капитале с отцом и дедом, Иваном Васильевичем и Василием Ивановичем Рябовыми . В 1863 г. семья перешла во 2-ю гильдию. В 1865 году после смерти главы семьи Василия Ивановича Рябова, Пётр Иванович состоял в одном капитале с отцом по 2-й гильдии с 1866 по 1870 гг. После смерти Ивана Васильевича Рябова в 1866 г. Пётр Иванович стал главой семьи и возглавил производство. Состоял во 2-й гильдии до 1872 г, с 1872 г. в 1-й гильдии. В 1885 г. получил свидетельство о потомственном почётном гражданстве. 
Скончался в 1889 году. Похоронен в Серпухове.
После смерти П. И. Рябова дело было преобразовано в «Товарищество Рябовской мануфактуры бумажных изделий». В него была включена красильно-набивная и отделочная фабрика Степана Петровича Рябова в Москве, на которой работали 480 мужчин и 113 женщин.
В начале XX в. на предприятиях фирмы трудилось более 3000 человек, в производстве было задействовано 39 652 веретена и 1912 ткацких станков. Основной капитал — 3 млн руб. (600 именных паев по 5000 руб.), чистая прибыль в 1903—190,4 тыс. руб. (в дивиденд выдано 4 %), баланс на 1913 — 8 892 421 руб. Операционный год длился от Пасхи до Пасхи. Общие собрания пайщиков проходили в д. Нефедово не позже августа, 3 пая давали право 1 голоса. Фирма производила бумажную пряжу и ткани на 4,7 млн руб. в год. На средства товарищества содержались дома для 30 % рабочих. Правление: Семён Петрович Рябов (директор-распорядитель), Владимир Семёнович и Сергей Семёнович Рябовы.
Однако в 1918 году плодотворное сотрудничество двух семей было прервано революцией. Серпуховская нефтебаза вместе с ткацкой фабрикой были национализированы и перешли в Серпуховский хлопчатобумажный трест, а Нобели уехали в Швецию.
Кроме производственных комплексов в Серпухове и Москве, семья Рябовых владела имениями в с. Подмоклово Серпуховского уезда вместе с землей и суконной фабрикой (приобретено в 1894 г. у товарищества суконной мануфактуры «Братья Каштановы» в Серпухове,), в с. Пущино-на-Наре (приобретено в 1901 г. у дальних родственников князей Вяземских, первых владельцев и строителей усадьбы), тремя домами при фабрике в д. Нефедово, двухэтажным каменным домом в Серпухове на Фабричной улице (ул. Чехова, 36\3) и газовым заводом на Фабричной улице (комплекс строений на ул. Чехова, 34-34а).
Несмотря на смерть Петра Ивановича, сотрудничество между Рябовыми и Нобелями продолжалось более 30 лет на пользу обеим семьям и конечно же Серпухову. К началу XX века в городе и уезде работало 7 электростанций, хотя главным источником освещения, все ещё, являлся керосин. В 1905 году в черте города Серпухов на 1369 жилых домов, которые располагались на 35 улицах было установлено 363 керосиновых фонаря для ночного освещения. В начале века появились и первые автомобили. Перед началом революции в Серпухове сформировался первый автомобильный пулемётный полк для которого Рябовы начали поставлять лигроин. По тем временам это был очень выгодный военный заказ.

## Семья
Был женат на дочери тарусского мещанина Агафье Антоновой. В браке родились 6 детей: сыновья Семён (1851 г.), Степан (1852 г.), Николай (1875 г.), дочери Агафья (1862 г.), Мария (1863 г.), Анна (1864 г.). Сыновья состояли в одном капитале с отцом. Семья состояла в родстве с серпуховскими купцами Медведевыми, владельцами ткацкой и ситценабивной фабрик в с. Лопасня Серпуховского уезда московской губернии, и Хутаревыми, владельцами «Торгового дома купца Демида Хутарева».

## Благотворительная деятельность
В 1866 по собственному желанию Пётр Иванович Рябов был утвержден попечителем сельского училища в с. Бутурлино Серпуховского уезда московской губернии. На свои средства построил здание училища.
В 1869 г. был выбран церковным старостой церкви Св. Николая Чудотворца в с. Бутурлино. В 1869 г. на собственные средства возобновил церковное здание, обнес церковь каменной оградой, установил два новых иконостаса и пожертвовал в храм достаточное количество церковной утвари и богослужебных книг. В 1876 г. был награждён золотой медалью на Станиславской ленте для ношения на шее по духовному ведомству.
Был председателем городского попечительского совета о тюремном замке. В 1890 г. после смерти Рябова был освящен построенный по его инициативе при Серпуховской тюрьме домовый храм Св. Александра Невского.
В 1877 г. пожертвовал дом в Серпухове для устройства госпиталя и пожертвовал для него различные вещи. Тогда же безвозмездно поставил в армию 6 строевых лошадей, за что получил высочайшие благодарности императрицы Марии Александровны и императора Александра II «за пожертвования на нужды действующей армии». В 1879 г. награждён темно-бронзовой медалью « В память русско-турецкой войны 1877—1878 гг.».